# Droga wojewódzka 261
Die Droga wojewódzka 261 (DW 261) ist eine polnische Woiwodschaftsstraße, die innerhalb der Woiwodschaft Pommern verläuft. Auf einer Länge von lediglich 0,6 Kilometern verbindet sie den Bahnhof der Stadt Gniew (Mewe) mit der bedeutenden Landesstraße 1 bei Gniew im Powiat Tczewski (Kreis Dirschau).